# Dvorec Legant
Dvor  Legant (nemško tudi Lehnhof, Lachenhofen) stoji v samem centru Braslovč nedaleč  od župnijske cerkve Braslovče. Renesančno dvonadstropno stolpasto poslopje je naslednik prvotnega strelskega in upravnega dvora Žovneških gospodov z bližnjega gradu Žovnek, iz 12. stoletja. Sedanja zgradba je iz 16. stoletja. Danes je v pritličju pošta, v nadstropjih pa stanovanja.  

## Zgodovina
Predhodnik Dvora  Legant je izrecno omenjen leta 1436 kot lastnina Celjskih grofov v celjsko-ortenburški fevdni knjigi. Kot “strelski dvor” je naveden tudi v Žovneškem urbarju iz leta 1550. Lastnik ali posestnik Leganta je moral stražiti na gradu Žovnek brez omejitve ne glede na čas in trajanje vojne nevarnosti. Za opravljanje te dolžnosti je na gradu prejemal le hrano in pijačo kot vsi drugi uslužbenci na gradu. V tem dvoru je bil tudi sedež deželnega sodnika in 1428 zadnje počivališče Veronike Deseniške pred začasnim pokopom v bližnji cerkvi.  Legant je imel vsaj od druge polovice 14. stoletja vlogo trške upravne stavbe, saj je imel v njem sedež trški sodnik.
Kot eden od prvih znanih lastnikov je leta 1650 v listini omenjen Franc Jožef Peer, ki ga je nasledil sin Karel Peer, ljubljanski stolni kanonik. Leta 1787 je bil lastnik Franc Ksaverij Siebenbürger in njegova sestra Terezija, nato ga je leta 1795 s poroko s hčerko Siebenbürgerja pridobil Peter Schmied. Leta 1808 je dvor kupil Niklas del Negro in njegova žena Amalija rojena Čokl (Tschockl). Okoli leta 1885 je bila lastnica Ana Novak. 
Današnja stavba ima renesančne prvine in izvira iz konca 16. stoletja. Stavba je dvonadstropna, pozidana na pravokotni talni ploskvi, s štirikapno streho. Nad vhodnimi vrati iz 19. stoletja je kamnita plošča z dvoglavim orlom in napisom „salva gvardia“ ("pozdravljena straža"). Zgradba ima na dvoriščni strani v pritličju in obeh nadstropjih delno zazidane arkade. Strelski dvorec Legant je bil konec 20. stoletja vzorno obnovljen. Danes se v zgradbi nahajajo prostori pošte Braslovče (v pritličju) in v nadstropjih so stanovanja.